# 法華坊館
法華坊館（ほうかぼうやかた、ほっけぼうやかた）は、千葉県我孫子市根戸台田4丁目付近にあったとされる城館（日本の城）。約300 m南には根戸城が存在していたと考えられいる。

## 構造
手賀沼の北の谷津に面した標高18 mの台地上にあった。等脚台形の形をしていて、西を除く三方はすべて谷津に囲まれていた。現在は宅地化して遺構は全く残っていない。ただ、跡地は一部が台田法花坊公園になっている。規模は東西約230 m、南北約220 mで、西と南は土塁が設けられ、東と北は腰曲輪と空堀が存在した。また、南西部にある土塁の途切れた個所は虎口と考えられている。

## 歴史
『相馬之系図』『相馬岡田系図』には鎌倉時代に相馬胤村の三男が根戸三郎胤光と名乗っている。そのため、根戸の地は相馬氏の支配下にあったと考えられている。よって、この法華坊館も相馬一族に関係する城館だという説が有力であるが、確かな根拠はない。

## アクセス
- 電車
  - JR常磐線 北柏駅下車、徒歩10分[1]。